# Leichtathletik-Weltmeisterschaften 2011/Teilnehmer (Rumänien)
| Gelbes Symbol für Goldmedaillen mit stilisierten Olympischen Ringen | Graues Symbol für Silbermedaillen mit stilisierten Olympischen Ringen | Braundes Symbol für Bronzemedaillen mit stilisierten Olympischen Ringen |
| ------------------------------------------------------------------- | --------------------------------------------------------------------- | ----------------------------------------------------------------------- |
| —                                                                   | —                                                                     | —                                                                       |

Der rumänische Leichtathletik-Verband stellte bei den Leichtathletik-Weltmeisterschaften 2011 im koreanischen Daegu acht Teilnehmer.

## Ergebnisse

### Männer

#### Laufdisziplinen
| Athlet         | Disziplin | Vorlauf | Vorlauf | Halbfinale | Halbfinale | Finale       | Finale |
| Athlet         | Disziplin | Zeit    | Platz   | Zeit       | Platz      | Zeit         | Platz  |
| -------------- | --------- | ------- | ------- | ---------- | ---------- | ------------ | ------ |
| Marius Ionescu | Marathon  |         |         |            |            | 2:15:32 h SB | 13     |

#### Sprung/Wurf
| Athlet       | Disziplin  | Qualifikation | Qualifikation | Finale        | Finale        |
| Athlet       | Disziplin  | Weite/Höhe    | Platz         | Weite/Höhe    | Platz         |
| ------------ | ---------- | ------------- | ------------- | ------------- | ------------- |
| Marian Oprea | Dreisprung | 16,61 m       | 15            | ausgeschieden | ausgeschieden |

### Frauen

#### Laufdisziplinen
| Athletin          | Disziplin        | Vorlauf     | Vorlauf | Halbfinale    | Halbfinale    | Finale        | Finale        |
| Athletin          | Disziplin        | Zeit        | Platz   | Zeit          | Platz         | Zeit          | Platz         |
| ----------------- | ---------------- | ----------- | ------- | ------------- | ------------- | ------------- | ------------- |
| Andreea Ogrăzeanu | 100 m Hürden     | 11,46 s     | 32      | ausgeschieden | ausgeschieden | ausgeschieden | ausgeschieden |
| Cristina Casandra | 3000 m Hindernis | 9:51,00 min | 19      |               |               | ausgeschieden | ausgeschieden |
| Claudia Ștef      | 20 km Gehen      |             |         |               |               | 1:36:55 h     | 26            |

#### Sprung/Wurf
| Athletin       | Disziplin  | Qualifikation | Qualifikation | Finale        | Finale        |
| Athletin       | Disziplin  | Weite/Höhe    | Platz         | Weite/Höhe    | Platz         |
| -------------- | ---------- | ------------- | ------------- | ------------- | ------------- |
| Esthera Petre  | Hochsprung | 1,92 m        | 14            | ausgeschieden | ausgeschieden |
| Nicoleta Grasu | Diskuswurf | 60,13 m       | 10            | 62,08 m       | 8             |
| Bianca Perie   | Diskuswurf | 69,66 m       | 11            | 72,04 m SB    | 6             |